# 古斯塔夫·阿道夫·茨万齐格
古斯塔夫·阿道夫·茨万齐格（德語：Gustav Adolf Zwanziger，1837年7月29日—1893年6月10日）是奥地利记者、植物学家和古植物学家。
从1851年到1854年，他在阿沙赫的哈拉赫申花园（Harrachschen Garten）担任园艺学徒，随后在维也纳的美泉宫花园担任助理园丁。在1857年，他移居萨尔茨堡，在那里担任了几年警察总部的文员。从1863年到1868年，他在克拉根福的学习图书馆（Studienbibliothek）担任文员。之后，他与克拉根福的Kärntner Landesmuseum（克恩顿州国家历史博物馆）有联系。
从1873年到1886年，他担任Kärntner Gartenzeitung的编辑者，并在几年内担任Klagenfurter Zeitung (1872-1882) 的助理编辑。在1882年，他将自己的植物标本馆捐赠给了Kärntner Landesmuseum。

## 出版物
- Aufzählung der auf einem Ausfluge nach Heiligenblut im August 1861 gesammelten Laubmoose : mit einer kurzen Schilderung der dortigen Vegetationsverhältnisse, 1862 - 1861年8月前往海利根布卢特游览时采集的苔藓计数。
- Neue Funde von Tertiärpflanzen aus den Braunkohlenmergeln von Liescha, 1873 - Liescha褐煤泥灰岩第三纪植物群的新发现。
- Beiträge zur Miocänflora von Liescha, 1878 - 涉及Liescha的中新世植物群的贡献。
- Systematische Aufzählung der in Kärnten wildwachsenden Gefässpflanzen, 1881（与大卫·帕赫尔）；系列：大卫·帕赫尔和马库斯·冯·亚博尔内格的Flora von Kärnten。- 克恩顿州本土植物的系统计数。
- Verzeichniss der in Kärnten volksthümlichen deutschen Pflanzennamen, 1887.[3]